# NGC 3790
NGC 3790 is een spiraalvormig sterrenstelsel in het sterrenbeeld Leeuw. Het hemelobject werd op 17 april 1784 ontdekt door de Duits-Britse astronoom William Herschel.

## Synoniemen
- UGC 6624
- MCG 3-30-32
- ZWG 97.43
- PGC 36167